# Lucien Plantefol
Lucien Plantefol, né le 24 avril 1891 à Falaise (Calvados) et mort le 9 septembre 1983 à Paris, est un botaniste français qui a élaboré la théorie des hélices foliaires, c'est-à-dire l'insertion spécifique des feuilles d'un végétal sur sa tige.
Il a été élu membre de l'Académie des sciences le 13 mai 1957.

## Vie et œuvre
Lucien Plantefol a passé sa jeunesse à Montbéliard.
Ancien élève de l'École normale supérieure (promotion littéraire 1912), mobilisé en 1914 comme sous-lieutenant au 82e régiment d'infanterie, il a été très rapidement blessé dans les combats de la Meuse et a dû revenir à l'arrière pour travailler dans les laboratoires de physiologie et de chimie de la Défense nationale. C'est là qu'il aida à la mise au point du masque anti gaz de combat.
Licencié en philosophie, il obtient l'agrégation de sciences naturelles en 1920, puis un doctorat ès sciences naturelles.
Il fut ensuite successivement agrégé-préparateur à l'École normale supérieure puis assistant et sous-directeur au Collège de France où il se consacra à l'étude de la physiologie végétale.
Devenu professeur de botanique à la Sorbonne, il réalisera son œuvre fondamentale, l'observation de la disposition des feuilles sur la tige d'une plante en plusieurs séries longitudinales de forme hélicoïdale dont le nom sera « hélices foliaires ».
Plantefol a effectué d'importantes études sur les fleurs, avec des recherches sur l'origine des pétales de certaines fleurs, et aussi traité de nombreuses questions d'histoire des sciences. Il s'est tout particulièrement intéressé au XVIIIe siècle et aux connaissances botaniques de cette époque.
Il a enfin écrit un Cours de botanique et de biologie végétale qui a été considéré comme l'ouvrage de base dans l'enseignement de cette discipline.

## Publications
- Hydratation et respiration des mousses : hydratation et nature des phénomènes respiratoires, avec André Mayer, Paris, Doin, 1925.
- Étude biologique de l'Hypnum triquetrum, relations entre la morphologie, la physiologie et l'écologie d'une espèce végétale, thèse de doctorat, Paris, Masson, 1926.
- Influence des électrolytes sur la respiration des mousses, avec André Mayer, Paris, Doin, 1926.
- L'orientation actuelle des sciences, avec Jean Perrin, Paul Langevin et Georges Urbain, introduction de Léon Brunschvicg, Paris, Félix Alcan, 1930.
- Études sur l'action du dinitrophénol 1-2-4 (thermol) : Action du dinitrophénol 1-2-4 sur la respiration des cellules et tissus végétaux, Paris, Doin, 1932.
- Données générales sur la physiologie cellulaire, Paris, Le François, 1933.
- Traité de cytologie végétale, avec A. Guilliermond et G. Mangenot, Paris, Le François, 1933.
- La chaire de physique végétale du Muséum d'histoire naturelle, Paris, Hermann, 1933.
- Biologie cellulaire, Paris, Belin, 1937.
- Cours de botanique et de biologie végétale, Belin, Paris, 1939.
- Biologie cellulaire : La cellule végétale, Paris, Belin, 1942.
- Respiration et fermentation, avec Philippe L'Héritier, Georges Teissier et Pierre Rey, Paris, Masson, 1945.
- La théorie des hélices foliaires multiples : fondements d'une théorie phyllotaxique nouvelle, Paris, Masson, 1948.
- L'ontogénie de la fleur, fondements d'une théorie florale nouvelle, Paris, Masson, 1949.
- Les Algues, notes prises au cours de Lucien Plantefol, Paris, Association corporative des étudiants en sciences, 1950.
- Cours de biologie cellulaire et végétale, à l'usage des candidats au PCB, Belin, Paris, 1959.
- Funérailles de Louis Blaringhem, Locon, Pas-de-Calais, 6 Janvier 1958, Discours prononcé à Paris, 4 Janvier 1958, Paris, Gauthier-Villars, 1964.
- Notice sur la vie et les travaux d'Auguste Chevalier (1873-1956), déposée en la séance du 28 septembre 1959, Institut de France, Académie des sciences, Paris, Gauthier-Villars, 1964.
- Colloque de morphologie, faits et idées relatifs aux inflorescences, organisé à Paris les 21 et 22 mars 1964, Paris, 1964.
- L'Académie des Sciences durant les trois premiers siècles de son existence, ses visages successifs, ses publications, Paris, Institut de France, 1967.
- Institut de France, troisième centenaire, 1666-1966, avec Pierre Gauja, Paris, Gauthier-Villars, 1967.
- Trois siècles d'académie des sciences (1666-1966), Gauthiers-Villars, Paris, 1967.
- Le Cor et le corculum de Césalpin : L'emploi de corculum par Linné comporte-t-il un contresens?, Paris, Gauthier-Villars, 1976.
- C'est sans doute la thèse de Bergius (1750) intitulée Semina muscorum, qui a fixé le mot corculum dans la pensée de Linné, Paris, Gauthier-Villars, 1976.
- Spallanzani botaniste, présentation et notes de Carlo Castellani, Londres, Taylor & Francis, 1987.
- Histoire de la botanique.